# Language. Sex. Violence. Other?
Language. Sex. Violence. Other? – piąty album walijskiej grupy rockowej Stereophonics. Został wydany w marcu 2005 przez wytwórnię V2.

## Lista utworów
1. "Superman " – 5:07
2. "Doorman" – 3:49
3. "Brother" – 4:04
4. "Devil" – 4:40
5. "Dakota" – 4:57
6. "Rewind" – 4:46
7. "Pedalpusher" – 3:18
8. "Girl" – 1:59
9. "Lolita" – 3:26
10. "Deadhead" – 3:34
11. "Feel" – 3:44

## Single
- Dakota
- Superman
- Devil
- Rewind